# B.S.V. Luftikus
Der BSV Luftikus war ein einsitziges Segelflugzeug des Berliner Segelflugvereins (B.S.V.), das von 1929 bis 1933 an den Rhönwettbewerben auf der Wasserkuppe teilnahm.

## Geschichte
Am 2. April 1920 gründete sich der Modellflug-Verein Berlin, dessen Mitglieder Willy Drude, Ernst Schalk, Paul Schlack und Friedrich Wilhelm Richter mit eigenen Flugzeugkonstruktionen auf den Rhönwettbewerben 1920–1923 flogen. Nach Umbenennung in Berliner Modell- und Segelflugverein 1921, trat der Verein ab 1923 nur noch als B.S.V. auf.
Der Luftikus entstand ab 1927 auf Anregung des Ingenieurs Otto Hohmuth, der an der TH Charlottenburg studiert hatte, während des Ersten Weltkrieges Fliegen erlernte, als Jagdflieger vier Abschüsse erzielte und im Juni 1923 den Segelfliegerausweis Nr. 23 erhielt. Nach schweren Verletzungen infolge eines Absturzes mit einem selbstkonstruierten Motorsegler beim Rhönwettbewerb 1924 musste er das Fliegen aufgeben.
Das Ziel seiner Luftikus-Auslegung war ein Leistungsegelflugzeug zur Teilnahme am Rhönwettbewerb 1928, das bei geringen Kosten einfach zu bauen war. Obwohl die geplanten Baukosten mit 700 Mark eingehalten werden konnten, überstieg der Arbeitsaufwand die Erwartungen, sodass das Flugzeug bei der Bauabnahme im Vorfeld des Wettbewerbs noch nicht fertig war. Im Mai 1929 begann schließlich die Flugerprobung am Windmühlenberg in Berlin-Gatow.

## Konstruktion
Die Spannweite der Tragfläche in Schulterdeckeranordnung war auf 15 Meter beschränkt worden, um den Bauaufwand gering zu halten und das Flugzeug einfacher handhaben zu können. Der Holzflügel mit dem Göttinger Profil Gö 535 bestand aus drei gleich langen Teilen. Das konstant 1,32 m tiefe Mittelteil mit Hauptholm in Kastenform und Hilfsholm lag auf einer Rumpfschneide und war in Richtung Hauptspant abgestrebt. Sperrholzbeplankung von der Vorderkante bis zum Hilfsholm – in Rumpfnähe bis zur Hinterkante – sorgte für Torsionssteifigkeit, die restliche Tragfläche war stoffbespannt. Die Außenflächen waren einholmig und von trapezförmigem Grundriss, stoffbespannt an der Oberseite und im Bereich der Querruder mit dünnem Sperrholz belegt.
Der Rumpf entstand als Rahmenspantkonstruktion mit ab dem Hilfsholm rechteckigem, quadratisch auslaufendem, Querschnitt. Die Seiten waren sperrholzbeplankt, an der Unterseite befand sich eine auswechselbare, gummiklotzgefederte Zentralkufe, am Heck ein Sporn. Das Leitwerk wurde von stoffbespannten Pendelrudern gebildet. Das Höhenruder war 3,40 m breit.

## Versionen
Es entstanden zwei Nachbauten: Bei der Magdeburger Luftpolizei Lüwa „D-Willi Faber II“, ein weiterer beim Spandauer Segelflieger Hans Böhnert in Berlin-Pichelsdorf mit geänderten Seitenruderbeschlägen und Außenflügelanschluss und neuem Schleifsporn.

## Nutzung
Auf dem Rhönwettbewerb musste der Erstflugpilot Otto Bedau die Bedingungen der C-Prüfung nachholen, um am „Leistungswettbewerb“ teilnehmen zu können. Am dritten Tag gelang ein Flug von 6:10 min Dauer und am nächsten Tag 610 Meter Startüberhöhung. Damit war die Teilnahmebedingung erfüllt und Bedau gewann im „Übungswettbewerb“ den Höhenpreis. Beim Wettbewerb 1930 erreichte er den zweiten Platz mit einer Gesamtflugzeit von 27:38 h und war der Pilot mit der größten erreichten Höhe. Für einen Flug von 7:34 h Dauer und 1640 m Startüberhöhung erhielt er den Wanderpokal des „Prinz-Heinrich-Preises“ vom Vorjahressieger Robert Kronfeld. Der Segler wurde 1931 bei Versuchen zur Einführung der „amerikanischen Drahtseilfliegerei“ hinter einer Albatros B II im Zweifach- oder Dreifachschlepp genutzt und erhielt dafür eine aus dem Cockpit auslösbare Kupplung im Rumpfbug. Zum Rhönwettbewerb 1931 war die Ausrüstung des Flugzeuges um ein Variometer und einen Fallschirm erweitert worden. Der Luftikus startete erstmals in der Leistungsklasse; allerdings ohne nennenswerten Erfolg. Auch 1932 und 1933 nahm das Flugzeug am Wettbewerb mit verschiedenen Piloten teil, unter ihnen Heinz Kensche.

## Technische Daten
| Kenngröße         | Daten                |
| ----------------- | -------------------- |
| Besatzung         | 1                    |
| Länge             | 6,40 m               |
| Spannweite        | 15,00 m              |
| Höhe              | 1,80 m               |
| Flügelfläche      | 15,40 m²             |
| Flügelstreckung   | 14,6                 |
| Leermasse         | 143 kg               |
| Flugmasse         | 214 kg               |
| Flächenbelastung  | 13,9 kg/m²           |
| Geringstes Sinken | 0,74 m/s bei 50 km/h |

## Verwandte Entwicklungen
1931 entwickelte Hohmuth den Leistungssegler Windhund mit 18 Metern Spannweite auf Basis des Luftikus.